# Повља
Повља су насељено место у саставу општине Селца, на острву Брачу, Сплитско-далматинска жупанија, Република Хрватска.

## Историја
До територијалне реорганизације у Хрватској налазила су се у саставу старе општине Брач.

## Становништво
На попису становништва 2011. године, Повља су имала 332 становника.
| Број становника по пописима | Број становника по пописима | Број становника по пописима | Број становника по пописима | Број становника по пописима | Број становника по пописима | Број становника по пописима | Број становника по пописима | Број становника по пописима | Број становника по пописима | Број становника по пописима | Број становника по пописима | Број становника по пописима | Број становника по пописима | Број становника по пописима | Број становника по пописима |
| --------------------------- | --------------------------- | --------------------------- | --------------------------- | --------------------------- | --------------------------- | --------------------------- | --------------------------- | --------------------------- | --------------------------- | --------------------------- | --------------------------- | --------------------------- | --------------------------- | --------------------------- | --------------------------- |
| 1857                        | 1869                        | 1880                        | 1890                        | 1900                        | 1910                        | 1921                        | 1931                        | 1948                        | 1953                        | 1961                        | 1971                        | 1981                        | 1991                        | 2001                        | 2011                        |
| 364                         | 473                         | 609                         | 741                         | 969                         | 833                         | 0                           | 720                         | 631                         | 622                         | 556                         | 481                         | 390                         | 393                         | 364                         | 332                         |

Напомена: Исказивано под именом Повје до 1880., Повље или Повља од 1890. до 1910., Повље у 1931. и Повља од 1948. надаље. У 1921. подаци су садржани у насељу Селца.

### Попис1991.
На попису становништва 1991. године, насељено место Повља је имало 393 становника, следећег националног састава:
| Попис 1991.‍  | Попис 1991.‍  | Попис 1991.‍ | Попис 1991.‍ | Попис 1991.‍ |
| ------------ | ------------ | ----------- | ----------- | ----------- |
|              |              |             |             |             |
| Хрвати       | Хрвати       |             | 383         | 97,45%      |
| Словаци      | Словаци      |             | 3           | 0,76%       |
| Муслимани    | Муслимани    |             | 2           | 0,50%       |
| Срби         | Срби         |             | 2           | 0,50%       |
| Чеси         | Чеси         |             | 1           | 0,25%       |
| остали       | остали       |             | 1           | 0,25%       |
| неопредељени | неопредељени |             | 1           | 0,25%       |
| укупно: 393  |              |             |             |             |